# Beddomeia kessneri
Beddomeia kessneri é uma espécie de gastrópode  da família Hydrobiidae.
É endémica da Austrália.